# Луї Люксембурзький
Луї Люксембурзький (люксемб. Louis vu Lëtzebuerg, фр. Louis de Luxembourg, нім. Louis von Luxemburg), повне ім'я Луї Ксавьєр Марі Гійом (нар. 3 серпня 1986) — принц Нассау та принц Люксембурга, третій син правлячого герцога Анрі та Марії-Терези Местре.

## Біографія
Луї народився 3 серпня 1986 у столиці Люксембурга. Він став третім сином в родині кронпринца Анрі та його дружини Марії-Терези Местре, кубинки за походженням. Хрещеними батьками новонародженого стали Ксавьєр Санс і тітка Маргарита Люксембурзька. Хлопчик мав старших братів Гійома та Фелікса, невдовзі народились молодші: сестра Александра та брат Себастьян.
Початкову освіту отримав у школі Лоренцвайлера. Середню освіту здобував у Американській школі Люксембурга та швейцарському коледжі-інтернаті Beau Soleil College у Війяр-сюр-Олон, який закінчив у 2005 році. 
Невдовзі після цього Луї побував у Косово з інспекцією контингента люксембурзьких миротворчих військ. Там він познайомився із сержантом Тессі Антоні, що була донькою покрівельника. У березні 2006 народився їхній перший син. Луї відмовився від прав на успадкування престолу і узяв офіційний шлюб із дівчиною. Весілля відбулося 29 вересня 2006 року у сільській церкві Ґілсдорфа. Тессі отримала титул мадам Нассау. Зараз у подружжя двоє синів. У 2009 герцог Анрі дарував невістці титул принцеси, а онуки стали принцами.
Зараз Луї із Тессі навчаються у Лондоні.
Володіє люксембурзькою, французькою, німецькою, англійською та іспанською мовами. У вільний час любить кататися на лижах та сноуборді, їздити на велосипеді та разом із дружиною займатися дайвінгом.

## Родина
Дружина — Тессі Антоні
Діти:
- Габріель Мішель Луї Ронні (нар.2006);
- Ноа Гійом (нар.2007).